# 5835 Mainfranken
5835 Mainfranken (1992 SP24) là một tiểu hành tinh nằm phía ngoài của vành đai chính được phát hiện ngày 21 tháng 9 năm 1992 bởi F. Borngen ở Tautenburg.